# Церковь Воскресения Христова (Монтевидео)
Церковь Воскресения Христова (исп. Iglesia Ortodoxa Rusa de la Resurreccion) — храм Южно-Американской епархии неканонической РПЦЗ(А), расположенный в Монтевидео, столице Уругвае.

## История
В 1922 году протоиерей Константин Изразцов приехал в Монтевидео и убеждается в том, что русская колония в Уругвае заслуживает внимание, что люди весьма бедные, что надо помочь соотечественникам и срочно приступать к постройке дома для священника и здания самой церкви. Располагая средствами, он покупает участок земли на улице Гуавижу. Там началось строительство дома для священника. Для совершения богослужения из Аргентины была прислана церковная утварь и небольшой, походный иконостас с несколькими иконами. В гостиной ещё недостроенного дома он совершил первую православную литургию на территории Уругвая. Прихожанами нового православного прихода становится не только русские из Монтевидео и окрестностей, но и греки, румыны, болгары, сирийцы и сербы.
Так как число прихожан со временем увеличивается и совершения богослужения в маленькой гостиной отца Митрофана становится весьма сложным. К дому священника пристраивается длинный коридор-галерея, где после этого и совершаются богослужения. Но и этого помещения было недостаточно. Принимается решение строить «настоящую» церковь с куполом, колокольней и прилегающим приходским домом. Отец Митрофан предлагает для этого свой маленький сад. В середине сентября 1926 года закладывается угловой камень фундамента, и это обстоятельство считается началом или основанием Православной Общины в Уругвае. Основные средства на постройку Свято-Воскресенского храма поступали от протопресвитера Константина Изразцова, который с 23 июля 1926 года являлся управляющим русскими приходами в Южной Америке. В 1927 году сюда из Югославии направляют священника Митрофана Виноградова.
В 1929 году строится маленький храм в районе Серро, но он оказывается слишком далёким для многих жителей города и малофункциональным. В дни богослужения, которые как правило бывали в субботу или воскресение вечером, собирались только местные жители: русские, греки и сербы. На воскресную литургию прихожане предпочитают собираться в доме священника на Колорадо и Гуавижу.
1 ноября 1933 года по представлению протопресвитера Константина Изразцова священник Митрофан Виноградов был зарегистрирован в Министерстве иностранных дел Уругвая как «Представитель Русской Православной Церкви в Уругвае». В связи с вышеуказанным назначением, уругвайское правительство согласилось принять устав Русской Православной Общины в Уругвае и 6 февраля 1934 года выдает этой ассоциации статус Юридического Лица.
4 сентября 1934 года постановлением Архиерейского Синода РПЦЗ была учреждена Сан-Паульская епархия, куда правящим епископом был назначен Феодосий (Самойлович). В ведение епархии отошли все приходы в Южной Америке за исключением Аргентинских, которые остались в подчинении Константина Изразцова.
Экономический кризис тридцатых годов резко сократил регулярные членские взносы и скудные пожертвование на достройку храма. Строительство замерло, хотя не были выведены своды и купол, не было звонницы, ризницы, ограды. Храм стоял долгие годы недостроенным.
После окончания Второй Мировой войны в Южную Америку и в том числе в Уругвай прибывает в новая волна иммигрантов и количество прихожан значительно увеличивается, что позволило возобновить строительство храма. За пять с лишним лет, кроме звонницы, колокола, ризницы и мелких деталей, строительство было окончено.
Осенью 1947 года протопресвитер Константин Изразцов покинул РПЦЗ вместе с подчинёнными ему приходами и имуществом в Аргентине, однако Воскресенский приход созранил верность РПЦЗ. В мае 1948 года протопресвитер Александр Шабашев вышел из подчинения Константина Изразцова, принес покаяние Архиерейскому Синоду РПЦЗ и был переведён в Монтевидео.
В 1950-е — 1960-е годы, уже после кончины многолетнего настоятеля Митрофана Виноградова в церкви служили священники Александр Шабашев (скончался 17 января 1956 года), Николай Кашников, Александр Малинин, короткое время Чалый, Агафангел Яблочкин. Постепенно выплачивались долги за постройку, воздвигается новый иконостас, организуется Сестричество. На колокольню денег уже не нашлось, а влезать в новые долго не стали. При церкви действовали шесть благотворительных организаций.
В 1972 году епископ Афанасий (Мартос) назначает настоятелем храма священника Владимира Шленева, который соглашается приезжать раз в месяц и совершать Божественную Литургию.
В 1980-е — 1990-е годы умерло много прихожан, которые безотказно заботились о храме, и на которых держалась вся общественная структура прихода. Новому поколению пришлось в первую очередь восстанавливать распавшийся хор.
На начало 2006 года службы в храме совершались раз в месяц протоиереем Владимиром Шленевым, который прилетал сюда на самолёте из Буэнос-Айреса: «О. Владимир служит здесь литургию в субботу для семи-восьми русских семей, которые здесь живут, и улетает обратно, чтобы в воскресение уже служить в Буэнос-Айресе в своём приходе».
В мае 2007 года настоятель храма протоиерей Владимир Шленев, настроеный непримиримо по отношению к Московскому Патриархату, покинул Русскую Зарубежную Церковь присоединился к епископу Агафангелу (Пашковскому), единственном епископу РПЦЗ, не признавшему Акта о каноническом общении.
4 августа 2009 года приход посетил ушедший в раскол епископ Агафангел (Пашковский), который в приходском зале Свято-Воскреснского храма встретился с окормляющим приход митрофорным протоиереем Владимиром Шленевым и прихожанами.
В 2011 году епископ Иоанн (Берзинь) рассказывал, что: «Когда я собирался с пастырской поездкой в Уругвай, настоятель местной раскольнической общины велел своим прихожанам не подпускать меня ближе, чем на 100 метров к храму. Но, несмотря на все эти эксцессы, мы не должны относиться к людям, уклонившимся в раскол, как к врагам. Надо помнить, что больше всего они боятся остаться совсем без священника, а в канонических вопросах разбираются не очень хорошо».